# Climat de l'Antarctique

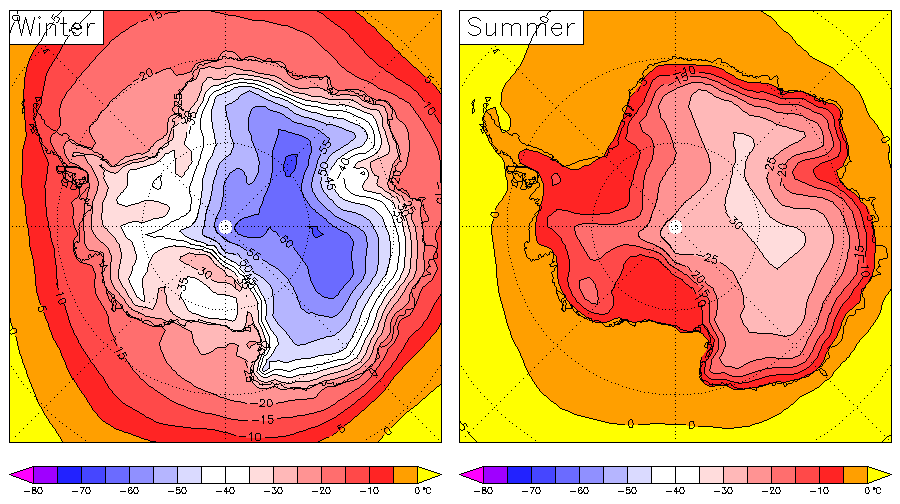
Température de surface en Antarctique en hiver et en été.

Le climat de l'Antarctique est le plus froid sur Terre. C'est sur ce continent que la température naturelle la plus basse de la planète, −89,2 °C, a été enregistrée à la station russe de Vostok le 21 juillet 1983. Pour comparaison, c'est 11 °C de moins que la température de sublimation du dioxyde de carbone. L'Antarctique est un désert glacé dominé par un anticyclone thermique où les précipitations sont rares : le pôle Sud par exemple, en reçoit moins de 100 mm par an en moyenne. En hiver, les températures atteignent un minimum compris entre −80 °C et −90 °C à l'intérieur du territoire. Les températures maximales se situent entre 5 °C et 15 °C et sont atteintes près des côtes en été.

## Température
La température naturelle la plus basse de la planète, −93,2 °C, a été estimée à Dôme Argus, le 10 août 2010, par télédétection de la NASA avec le satellite Landsat 8,. Le record officiellement mesuré in situ est de −89,2 °C, le 21 juillet 1983 à Vostok (base de l’armée russe),. La température la plus haute jamais enregistrée en Antarctique est de 20,7 °C à la base argentine de Marambio le 9 février 2020.
La température moyenne de l'intérieur du continent est de −57 °C. La côte a un climat plus « doux » les moyennes mensuelles à la station McMurdo oscillent entre −28 °C en août et −3 °C en janvier. Au pôle Sud la température maximum enregistrée est de −14 °C. Le long de la péninsule Antarctique des températures de 15 °C ont été notées, bien que la moyenne en été tourne autour de 2 °C.
À l'intérieur des terres, la vitesse du vent reste modérée, mais de forts vents catabatiques s'accélérant depuis le plateau Antarctique balaient violemment les parties côtières. Ils peuvent atteindre et dépasser souvent les 200 km/h jusqu'à 329 km/h, un record enregistré à la station météorologique du cap Denison en Terre de George V. Les vents contribuent à une température ressentie encore plus froide pour la peau non protégée. Ainsi, avec des vents de 80 km/h, une température de −30 °C est ressentie comme −52 °C sans vent.

## Précipitations
L'air froid présent en Antarctique est toujours très sec ; les précipitations, presque exclusivement solides sont très réduites (environ 166 mm par an). Elles se concentrent essentiellement sur les côtes alors qu’au cœur de l’inlandsis, la vapeur d’eau est presque inexistante. Les précipitations restent inférieures à 50 mm par an sur une bonne partie du territoire. Ainsi, avec son climat qualifié de quasi désertique, ce continent figure parmi les régions les plus arides du globe.
L’ouest de l’Antarctique et en particulier la péninsule, bénéficie de davantage de précipitations.

## Glace
Le volume de l'inlandsis est considérable : 30 millions de km³, ce qui équivaut à environ 90 % des glaces présentes sur Terre et 70 % des réserves d’eau douce. L'inlandsis acquiert constamment de la glace provenant des chutes de neige et en perd par la fonte puis l'écoulement de celle-ci vers la mer. L'Antarctique occidental connaît actuellement une fonte des glaces qui fait augmenter le niveau des mers au fil du temps. Une revue d'étude scientifique qui consultait des données recueillies de 1992 à 2006 suggéra qu'une perte nette d'environ 50 gigatonnes de glace par an était une estimation raisonnable (cela représente une élévation d'environ 0,14 mm du niveau de la mer). L'accélération considérable de la fonte des glaces dans la mer d'Amundsen a peut-être fait doubler ce chiffre pour 2006.
En périphérie du continent, la banquise ceinture complètement l’Antarctique. Sa superficie varie suivant les saisons (minimum en février durant l’été austral et maximum en septembre, au sommet de l’hiver austral). En hiver, celle-ci recouvre 20 à 25 millions de km², soit le double de la superficie de l’Antarctique. Cette banquise, de 2 à 3 mètres d’épaisseur en moyenne, bloque
tout accès au continent durant plusieurs mois. L’été revenu, la banquise se disloque et fond partiellement. Seule la glace de mer permanente ou pérenne subsiste le long des côtes ainsi qu’au contact des deux grandes plates-formes de Ross et de Filchner-Ronne. Elle couvre alors 4 millions de km².